# Prétutiens

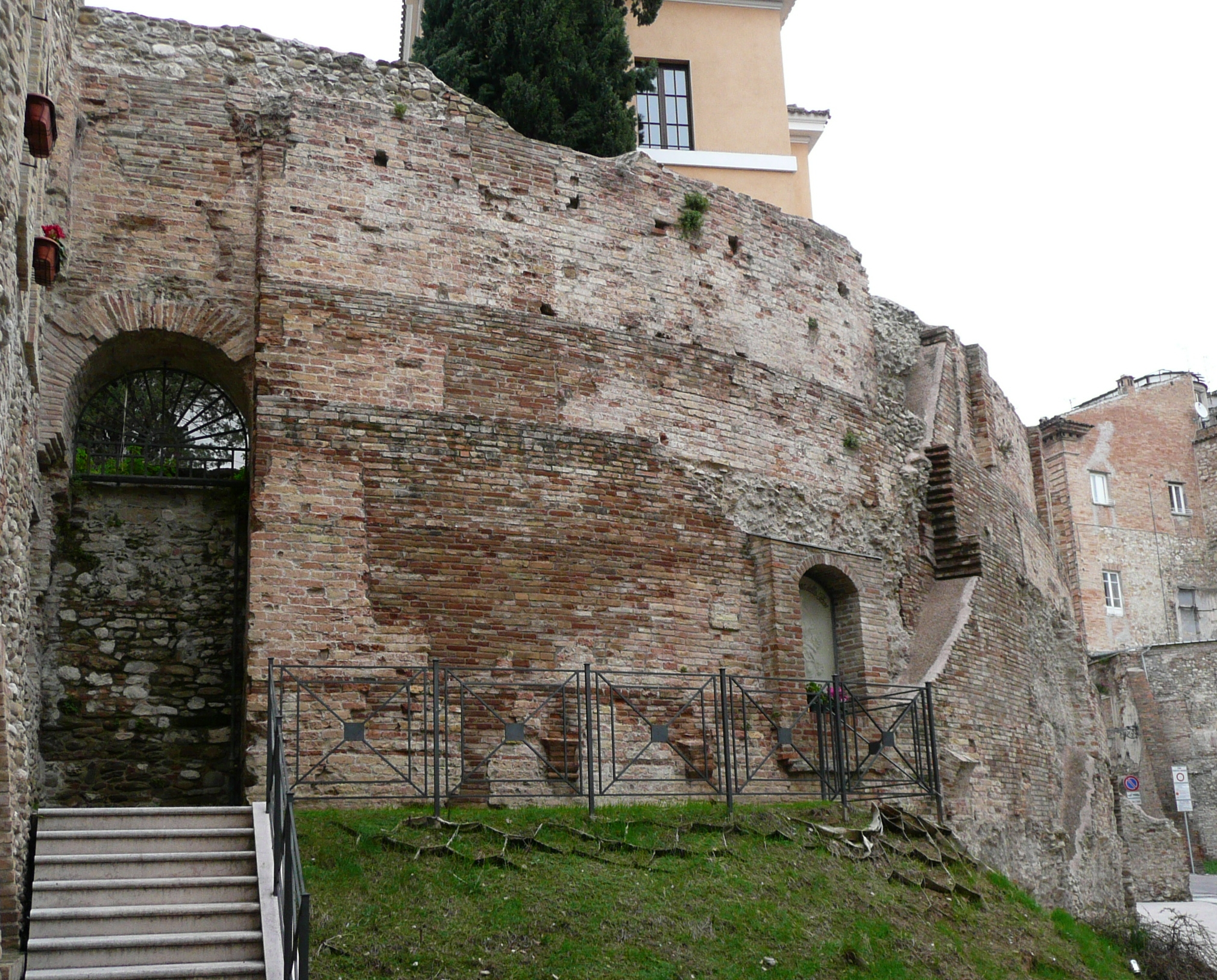
Vestiges de l'amphithéâtre romain de Teramo

Les Prétutiens (latin : Praetutii, grec ancien : Πραιτούττιοι, italien : Pretuzi) sont un peuple italique de la région des Abruzzes, en Italie centrale.

## Histoire
Peuple du groupe osco-ombrien, le peuple prétutien occupait le secteur septentrional des Abruzzes. Leur territoire, qui confinait avec celui des Picentins, Sabins et Vestins, a été conquis par les Romains en 289 av. J.-C. Les Romains y ont implanté les colonies d'Hatria (Atri, 289 av. J.-C.) et de Castrum Novum, près de Giulianova, entre 289 et 283 av. J.-C..
À l'époque romaine, le principal centre était Interamnia Praetuttiorum (Teramo).
Lors de la réorganisation augustéenne, les Prétutiens se sont unis aux Picentins dans la Ve région (Regio V).

## Archéologie
À la fin du XXe siècle, une nécropole a été mise au jour au lieu-dit Campovalano, près de Teramo. Cette nécropole comporte plus de 600 tombes appartenant à une période comprise entre la fin de l'Âge du bronze (XIIIe – XIIe siècle av. J.-C.) et la conquête romaine (IIe siècle av. J.-C.).